# Echiurus abyssalis
Echiurus abyssalis is een lepelworm uit de familie Echiuridae.
De wetenschappelijke naam van de soort werd in 1906 gepubliceerd door Skorikow.